# Magufuli Bus Terminal
Das Magufuli Bus Terminal, kurz Magufuli Terminal oder Mbezi Terminal, ist ein Fernbusbahnhof in Daressalam, der größten Stadt Tansanias. Er befindet sich in Mbezi im Distrikt Ubungo.

## Fernbusterminal
Der Bau des Busbahnhofs begann im Oktober 2017. Er kostete etwa 50 Milliarden Tansania-Schilling (ca. 20 Millionen Euro). Der Betrieb wurde im September 2019 aufgenommen, als der Bau etwa zu 97 Prozent abgeschlossen war. Benannt ist der Busbahnhof nach Präsident John Magufuli. Das Terminal verfügt über eine Kapazität für 700 Busse und befördert täglich rund 224.000 Passagiere. Es liegt im westlich gelegenen Stadtgebiet. Der Busbahnhof ist an das Mwendokasi-Netz (auch Dar es Salaam Rapid Transit, kurz DART), einem Bus Rapid Transit (BRT) Verkehrsnetz in Daressalam, angeschlossen.
Neben dem Fernbusterminal befindet sich gegenüber der Hauptstraße in Richtung Morogoro, erreichbar über eine Fußgängerbrücke, eine Daladala-Station, die den Anschluss an den Stadt- und Regionalverkehr bietet und bereits vor Inbetriebnahme des Fernbusterminals existierte.